# Bougainvillehoningeter
De Bougainvillehoningeter (Stresemannia bougainvillei) is een zangvogel uit de familie Meliphagidae (honingeters).

## Verspreiding en leefgebied
Deze soort is endemisch in de bergen van het eiland Bougainville in de Salomonseilanden.